# Amel
Amel (tiếng Pháp: Amblève) là một đô thị trong vùng Wallonie, tỉnh Liège, và thuộc cộng đồng nói tiếng Đức ở Bỉ (tiếng Đức: Deutschsprachige Gemeinschaft Belgiens).
Ngày 1 tháng 1 năm 2006, Amel có tổng dân số 5.282 người. Tổng diện tích là 125,15 km² với mật độ dân số 42 người trên mỗi km².
Có 17 làng ở Amel: Schoppen, Stephanshof, Iveldingen, Eibertingen, Montenau, Born, Deidenberg, Medell, Möderscheid, Hepscheid, Heppenbach, Halenfeld, Mirfeld, Valender, Wereth, Meyerode và Herresbach.
Năm 716, trận Amblève giữa Charles Martel và người Áo và bên kia là các lực lực của người Frisia và Neustria đã xảy ra ở đây, kết quả thắng lợi thuộc về Charles Martel.